# Georg Steindorff
Georg Steindorff (Dessau, 12 novembre 1861 – North Hollywood, 28 agosto 1951) è stato un egittologo tedesco.

## Biografia
Georg Steindorff si laureò seguendo un seminario di egittologia presso l'università Georg-August di Gottinga. Conseguì un dottorato nel 1884 discutendo una tesi di linguistica sulle forme sostantive della lingua copta. Nel 1893 l'università di Lipsia lo nominò professore della cattedra di egittologia, che esisteva fin dal 1870 e in passato era stata tenuta da Georg Ebers. La collezione egizia era stata scoperta dall'archeologo Gustav Seyffarth, ma Steindorff organizzò la piccola collezione che gli era stata lasciata trasformandola in un museo. Durante i suoi viaggi di ricerca in Egitto acquistò proprietà ed arredamenti funerari, oltre a piccoli artefatti. Comprò anche grandi reperti provenienti dai vari scavi, portandoli a Lipsia (ad esempio il busto in calcare della regina Nefertiti), con il permesso del Consiglio Supremo delle Antichità.
Furono particolarmente importanti gli scavi che Steindorff effettuò a Giza, Qau e Aniba tra il 1903 ed il 1931. Il Museo Egizio di Lipsia possiede oggetti recuperati durante queste spedizioni. Dopo il ritiro avvenuto nel 1934, Steindorff visse altri quattro anni a Lipsia prima di emigrare negli Stati Uniti d'America nel 1939, al fine di evitare le persecuzioni essendo un ebreo nella Germania nazista.
Sposò Elise Oppenheimer, sorella di Franz Oppenheimer.